# Маршальська мова
Маршальська мова (kajin M̧ajeļ або kajin Majõl) — мова маршальців, одна з мікронезійських мов, поширена на Маршаллових островах.
Одна з двох відомих мов, що має четверне число (варіант паукального числа).
Маршальська має 22 приголосних (плюс один задньопіднебінний звук, не відображається в написанні) і чотири голосних звуки, кожен з яких має по кілька алофонів.
Орфографія маршальської мови вкрай нестабільна. Окрім наявності декількох прийнятих варіантів орфографії, написання у кожному з них непослідовне. Наприклад, слово ejjelok (немає) може писатися як ejelok; таким же чином: aoleb і aolep.
Використовується латинський алфавіт, доповнений діакритичними знаками. У залежності від релігійної приналежності, носії мови використовують різні варіанти написання (освіта проводиться церковними громадами).
Кожен вчитель має свої мовні уподобання, тому написання може відрізнятися також на різних островах.